# Philygria
Philygria is een vliegengeslacht uit de familie van de oevervliegen (Ephydridae).

## Soorten
- P. cedercreutzi Frey, 1945
- P. debilis Loew, 1861
- P. dimidiata (Sturtevant and Wheeler, 1954)
- P. femorata (Stenhammar, 1844)
- P. flavipes (Fallen, 1823)
- P. interrupta (Haliday, 1833)
- P. interstincta (Fallen, 1813)
- P. madeirae Hollmann-Schirrmacher, 1998
- P. mocsaryi Kertesz, 1910
- P. morans (Cresson, 1930)
- P. nigrescens (Cresson, 1930)
- P. nubeculosa Strobl, 1909
- P. obtecta Becker, 1896
- P. posticata (Meigen, 1830)
- P. punctatonervosa (Fallen, 1813)
- P. stenoptera Hollmann-Schirrmacher, 1998
- P. stictica (Meigen, 1830)
- P. vittipennis (Zetterstedt, 1837)